# Hedwig Pringsheim
Gertrude Hedwig Anna Dohm conosciuta come Hedwig Pringsheim (Berlino, 13 luglio 1855 – Zurigo, 27 luglio 1942) è stata un'attrice tedesca, figlia della celebre femminista tedesca Hedwig Schlesinger, moglie del matematico Alfred Pringsheim, nonché madre di Katia Pringsheim, che sposò a sua volta lo scrittore Thomas Mann.

## Biografia
Gertrude Hedwig Anna Dohm era la secondogenita dei cinque figli di Ernst Dohm e di sua moglie Hedwig Schlesinger. Suo padre era il capo redattore della rivista satirica Kladderadatsch, sua madre si fece un nome, nella Germania degli anni settanta dell'Ottocento, come scrittrice, giornalista e femminista. Nel 1873 fu una delle prime tedesche a reclamare il diritto di voto per le donne in Germania. Il salotto dei genitori di Hedwig Dohm costituì un luogo d'incontro stabile per l'elite culturale ed intellettuale berlinese. Lo frequentarono , tra gli altri, Alexander von Humboldt, Ferdinand Lassalle, Fanny Lewald, Hans e Cosima von Bülow e Franz Liszt. Tuttavia, a causa dello scarso reddito del padre, la famiglia Dohm fu per qualche tempo in difficoltà economiche. Nel 1869, quando Ernst Dohm fu minacciato d'arresto per debiti, la famiglia dovette separarsi per quasi un anno: le ragazze furono messe a pensione in un collegio ad Eisenach, Ernst Dohm si rifugiò a Weimar, mentre la moglie trascorse un anno con la sorella a Roma.  
Grazie ad un'amica di famiglia, l'ex attrice Ellen Franz (divenuta nel frattempo moglie morganatica del Duca Giorgio II di Sassonia-Meiningen), Hedwig venne assunta nel Teatro di Corte di Meiningen. Il suo debutto avvenne il  15 gennaio 1875, nel ruolo di Louise nella tragedia Intrigo e amore di Friederich Schiller. Ella impersonò anche Jessica nel mercante di Venezia, Esther nell'omonimo dramma di Franz Grillparzer, Berta in Guglielmo Tell, e Caterina in Caterina di Heilbronn di Heinrich von Kleist, e prese parte alle tournée della compagnia del Teatro di Meiningen in diverse città europee.
Nel 1876 Hedwig incontrò il professore di matematica e ricco mecenate Alfred Pringsheim, con cui si sposò il 23 ottobre 1878. La coppia ebbe cinque figli: Erik nel 1879, Peter nel 1881, Heinz nel 1882 ed i gemelli Klaus e Katharina Hedwig, detta Katia, nel 1883. Erik fu la pecora nera della famiglia, e venne relegato in Argentina. Peter e Klaus seguirono le orme del padre, ricoprendo incarichi universitari in fisica ed in composizione musicale. Heinz conseguì un dottorato in archeologia. Katia fu la prima ragazza a conseguire l'Abitur a Monaco e divenne una delle prime studentesse dell'Università cittadina. Nel 1905 sposò lo scrittore, in seguito premio Nobel Thomas Mann.  
Die Arcisstraße 12, un palazzo completato nel 1890 nella Konigsplatz di Monaco, divenne sotto la sua regia uno dei principali centri sociali cittadini. Dohm mantenne inoltre una corrispondenza di lungo periodo con il pubblicista ed attore Maximilian Harden cui era accomunata, anche sotto un profilo politico, dal rifiuto per l'impero guglielmino. 
Hedwig venne in seguito descritta dal nipote Golo Mann come "femme du monde della capitale bavarese" da lei "dominata con la rara arte della perfetta conversazione". Sebbene sia i suoi nonni materni che paterni si fossero convertiti dall'ebraismo al luteranesimo, rispettivamente nel 1817 e nel 1827, Hedwig ed il marito (nato in una famiglia ebrea) furono ritenuti non Ariani dai nazisti e costretti a fuggire in Svizzera nel 1939. La tenuta di famiglia fu confiscata nel 1933, il palazzo venne demolito, ed al suo posto sorse il cosiddetto Führerbau  del partito nazista.
Rimasta senza un soldo, Hedwig Dohm si spense nell'esilio svizzero, vittima di un cancro.